# Ashley Grove
Ashley Grove (* 20. November 1990 in Rochester, New York) ist eine US-amerikanische Fußballspielerin, die zuletzt in der Saison 2014/15 beim Bundesligisten Herforder SV unter Vertrag stand.

## Karriere
Von 2008 bis 2012 spielte Grove bei den Rochester Ravens (bis 2008 Rochester Rhinos) in der W-League. Anfang 2013 wurde sie beim sogenannten Supplemental Draft in der fünften Runde an Position 39 von der neugegründeten NWSL-Franchise der Flash verpflichtet, konnte sich jedoch zunächst nicht für den, aufgrund von NWSL-Regularien, lediglich 20 Spielerinnen starken Kader empfehlen. Ihr Ligadebüt gab Grove schließlich am 15. Juni 2013 gegen Washington Spirit als Einwechselspielerin. Sie war zu diesem Spiel in den Kader gerutscht, da die Offensivspielerinnen Carli Lloyd, Abby Wambach und Sam Kerr an ihre jeweiligen Nationalmannschaften abgestellt waren. Im März 2014 nahm sie an einem Probetraining der Boston Breakers teil, und wurde anschließend fest verpflichtet. Nachdem sie im Juli 2014 von ihrem Arbeitgeber freigestellt worden war, schloss sie sich Anfang September dem Bundesligaaufsteiger Herforder SV an.